# Saverio Simonelli
Saverio Simonelli (Roma, 5 maggio 1964) è un giornalista, scrittore e traduttore italiano.

## Biografia
Formatosi come filologo germanico si muove da sempre nell'alveo della grande tradizione classico romantica tedesca, con un interesse particolare anche per la produzione letteraria delle isole britanniche che traspare particolarmente agli inizi della sua produzione. Nel 1993 traduce la commedia Magic di Gilbert Keith Chesterton, fino ad allora inedita in Italia, che nel 1994 viene rappresentata con successo al festival del teatro popolare di San Miniato per la regia di Mario Scaccia. Dello stesso autore nel 1995 pubblica anche una raccolta di scritti teorici sul giallo Svelare il Mistero (Gribaudi).
Vice caporedattore del Tg2000, dal 1998 cura le rubriche culturali della testata giornalistica dell'emittente satellitare TV2000. Per la stessa emittente, in seguito idea, realizza e conduce diversi format come La Compagnia del Libro (2007-2012), Terza pagina magazine (dal 2015), Terza pagina (dal 2016-2019), Karamazov Social Club (2017) e Il Tornasole.
Negli anni successivi si interessa alla figura di J. R. R. Tolkien, cui dedica il saggio Tolkien Il signore della fantasia (Frassinelli, 2002), e dei suoi emuli in ambito fantasy, cui dedica Gli anelli della fantasia. Viaggio ai confini dell'universo di Tolkien (Frassinelli, 2004), ambedue scritti insieme a Andrea Monda.
Nel 2009 traduce e pubblica la prima raccolta italiana delle poesie dell'irlandese Patrick Kavanagh tratte da Collected Poems (Àncora Editrice).
In ambito di letteratura fantastica e fantasy  nel 2010 va a ripescare scritti inediti nel lascito testamentario di Michael Ende, ne cura la traduzione e li pubblica per l'editore Rubbettino col titolo di Storie Infinite..
Con La Musica è altrove dedica un saggio nel 2011 alla musica e all'immaginario di Angelo Branduardi (Àncora Editrice).
Nel 2012 esce Nel Paese delle Fiabe, una monografia dedicata ai Fratelli Grimm tratto dal documentario Sulla strada dei Grimm, realizzato in coproduzione con il Goethe-Institut. Sempre in ambito germanico, pubblica nel 2014 la raccolta di racconti Berlino in fuga dal Muro (Effatà).
Andando sempre in cerca di simboli e significati ulteriori, nel 2016 dedica una monografia al mondo dei Peanuts per Àncora, col titolo La cuccia del filosofo..
In quegli stessi anni entra a far parte dell'Associazione Italiana Studi Tolkieniani e pubblica assieme ad altri autori il volume La Biblioteca di Bilbo, percorsi di lettura tolkieniani nella letteratura per ragazzi..
Dal 2017 entra a fare parte della giuria del Premio Strega. Nel 2018 viene eletto presidente dell'UCSI Lazio (Unione Cattolica della Stampa italiana).
Successivamente si cimenta anche con la narrativa per ragazzi pubblicando nel 2019 e nel 2020 i romanzi: Prima di essere Francesco dedicato alla figura di Jorge Bergoglio e selezionato per il Premio Strega Ragazzi 2020 e Il rovescio della medaglia per l'editore Coccole Books. 
Nel 2020, pubblica per l'editore Fazi Cercando Beethoven il suo primo romanzo che è anche un omaggio alla cultura musicale e alla sensibilità del Romanticismo tedesco. Il romanzo è stato selezionato nel 2021 per il Premio letterario I fiori blu. Vincitore del Premio Letterario Internazionale Casinò di Sanremo Antonio Semeria 2021 per la Narrativa edita..
Nel 2023, firma Un Uomo di Parola - I mondi fantastici di Tolkien per Àncora, un’attenta esplorazione dei mondi fantastici creati da J.R.R. Tolkien e insieme un ritratto in punta di penna di un “filologo ritardatario e malinconico” divenuto suo malgrado un autore di culto.
Nell'anno successivo, esce, per il medesimo editore, Nel mondo di Kafka. Enigmi, allusioni, speranza. 
Il 2025 è l'anno de L'infinito non basta, romanzo musicale: Simonelli racconta la vita – fiabesca in sé – di Franz Liszt, immaginando che a narrarla sia Herman Grimm, figlio di Wilhelm, uno dei due autori delle celebri fiabe.
Collabora stabilmente con L'Osservatore Romano.
È docente al Master per redattori editoriali dell'Università di Roma La Sapienza.

## Opere

### Saggi
- Tolkien, Il Signore della Fantasia, con Andrea Monda, Segrate, Frassinelli, 2002, ISBN 8876846891.
- Gli Anelli della Fantasia. Viaggio ai confini dell'universo di Tolkien, con Andrea Monda, Segrate, Frassinelli, 2004, ISBN 8876847782.
- Librovisioni. Quando la lettura passa attraverso lo schermo, con Cecilia Barella e Roberto Arduini, Canalupa, Effatà, 2009, ISBN 9788874024810.
- La Musica è altrove. Cielo e terra nelle canzoni di Angelo Branduardi, Milano, Àncora Editrice, 2011, ISBN 9788851409845.
- La biblioteca di Bilbo. Percorsi di lettura tolkieniani nei libri per ragazzi, Roberto Arduini e Cecilia Barella, Cantalupa, Effatà, 2011, ISBN 9788874027262.
- Nel Paese delle Fiabe, Roma, Giulio Perrone Editore, 2012, ISBN 9788860042637.
- Fratelli e sorelle, buona lettura! Il mondo letterario di Papa Francesco, con Andrea Monda, Milano, Àncora Editrice, 2013, ISBN 9788851413224.
- La cuccia del filosofo, Milano, Àncora Editrice, 2016, ISBN 9788851417079.
- Un uomo di parola – I mondi fantastici di Tolkien, Milano, Àncora Editrice, 2023, ISBN 8851427038.
- Nel mondo di Kafka. Enigmi, allusioni, speranza, Milano, Àncora Editrice, 2024, ISBN 8851428425.

### Narrativa
- Berlino in fuga dal Muro, Cantalupa, Effatà, 2014, ISBN 9788874029822.
- Cercando Beethoven, Roma, Fazi Editore, 2020, ISBN 9788893258456.
- L'infinito non basta, Milano, Città Nuova, 2025, ISBN 8831109316.

### Narrativa per ragazzi
- Prima di essere Francesco, Assago, Coccole Books, 2019, ISBN 9788894970135.
- Il rovescio della medaglia, Assago, Coccole Books, 2020, ISBN 9788894970425.

### Traduzioni
- Gilbert Keith Chesterton, Magic, 1993.
- Gilbert Keith Chesterton, Svelare il mistero, Milano, Gribaudi Editore, 1995, ISBN 9788871525846.
- Patrick Kavanagh, Andremo a rubare in cielo, Milano, Àncora Editrice, 2009, ISBN 8851406960.
- Michael Ende, Storie Infinite, Soveria Mannelli, Rubbettino Editore, 2010, ISBN 9788849825695.

## Trasmissioni televisive
- La compagnia del libro (TV2000, 2007-2012)
- Terza pagina magazine (TV2000, 2015-)
- Terza Pagina (TV2000, 2016-2019)
- Karamazov Social Club (TV2000, 2017)
- Il Tornasole (TV2000)

## Riconoscimenti
- Premio Strega
  - 2020 - Candidatura al Premio Strega Ragazzi per Prima di essere Francesco
- Premio Letterario Internazionale Casinò di Sanremo Antonio Semeria
  - 2021 - Narrativa Edita per I fiori blu